# باشگاه فوتبال کاردمیر قره‌بوک‌اسپور
باشگاه فوتبال کاردمیر قره‌بوک‌اسپور (به ترکی استانبولی: Kardemir Karabükspor) باشگاه فوتبال ترکیه‌ای است که در سال ۱۹۶۹ در قره‌بوک تأسیس شده‌است و هم‌اکنون در سوپر لیگ فوتبال ترکیه بازی می‌کند. ورزشگاه دکتر نجم‌الدین شیخ‌اوغلو محل انجام بازی‌های خانگی این تیم می‌باشد.